# Julia Oschatz

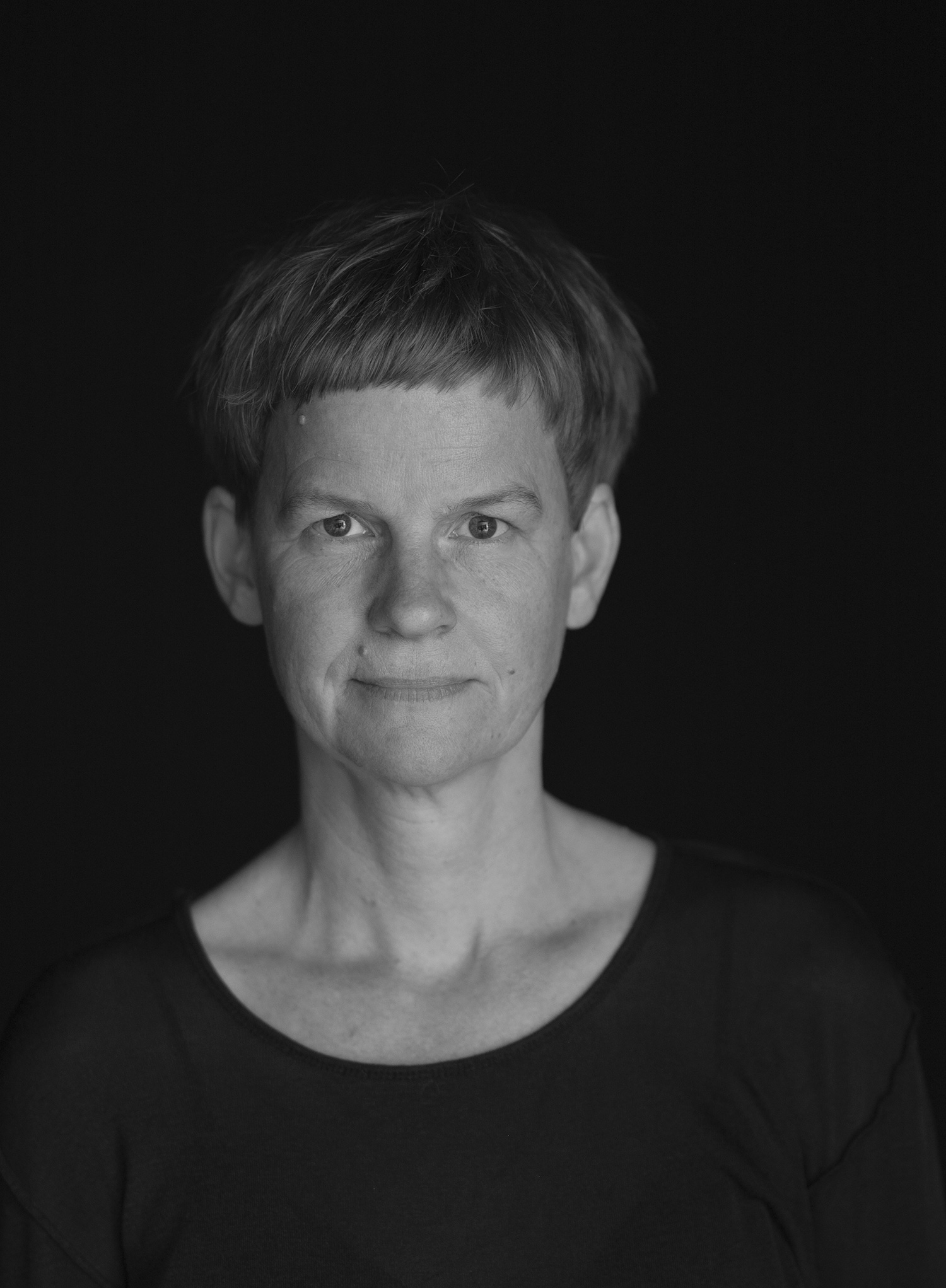
Julia Oschatz (2022)

Julia Oschatz (* 1970 in Darmstadt) ist eine deutsche zeitgenössische Künstlerin. Ihr Werk umfasst Installationen, Malerei, Zeichnungen, Videos und Bühnenbilder.

## Leben und Werk
Oschatz studierte ab 1989 an der Hochschule für Gestaltung Offenbach bei Adam Jankowski und schloss ihr Studium 1998 dort mit Diplom ab.
1993–94 studierte sie an der Städelschule Frankfurt bei Christa Näher und 1998–99 an der Kunsthochschule in Reykjavík bei Rikhardur Valtingojer.
Werke von Oschatz gehören unter anderem zur Sammlung der Berlinischen Galerie, dem Kupferstichkabinett Berlin, der Hamburger Kunsthalle, des Parrish Art Museums in New York., der Städtischen Galerie Wolfsburg und dem Museum der Bildenden Künste, Leipzig.
Julia Oschatz lebt und arbeitet in Berlin und Sandau (Elbe).
„Julia Oschatz verknüpft in ihrem Werk unterschiedliche Medien auf ungewöhnliche Weise. All ihre Arbeiten vereint eine chromatische Färbung, die sich weitgehend beschränkt auf die Licht-Schatten-Skala von Schwarz, moduliertem Grau, und Weiß. Zeichnungen spielen hierbei eine Doppelrolle. Als Ideenlabor für ihre Fragestellungen behalten sie den eigenen Wert concetto-artiger Verdichtung. Zugleich werden sie integraler Teil von Installationen, programmatisch in den thematischen Verzweigungen und optisch in ihren Tönungen. Mit ihren analogen Headgears treffen Julia Oschatz’ Zeichnungen einen Nervenpunkt menschlicher Zivilisation. Mit absurder, auch zärtlich-melancholischer Komik stellen sie eher den Split zwischen Geist und Körper in Frage, haben doch unsere ‚Kopfgeburten’ ihren Ursprung nicht nur in einer Extension unserer Körpertools, sondern, weiter zurückreichend, in einem dramatischen Prozess der Ablösung des Monopols unserer Nahsinne durch die sogenannten Fernsinne, traumatisch wenn letztere zu ‚Kontrollsinnen außer Kontrolle’ werden.“
Ursula Panhans-Bühler, Hamburg 2022

## Ausstellungen (Auswahl)
Einzelausstellungen

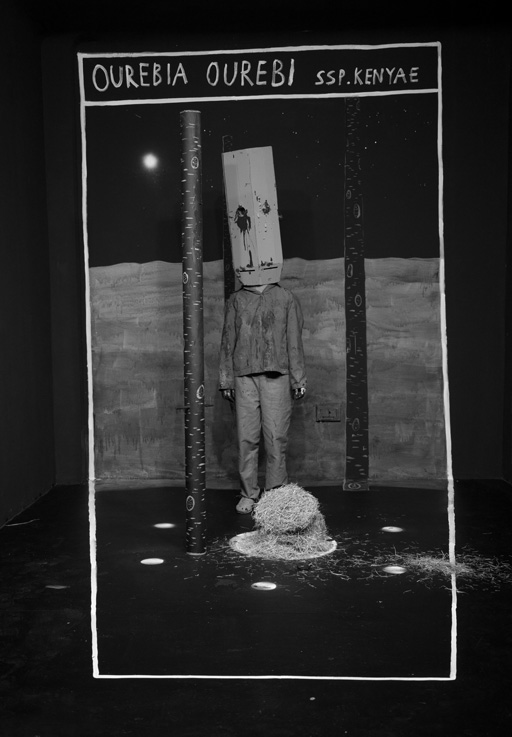
Realnische Null (Ourebia), 2024

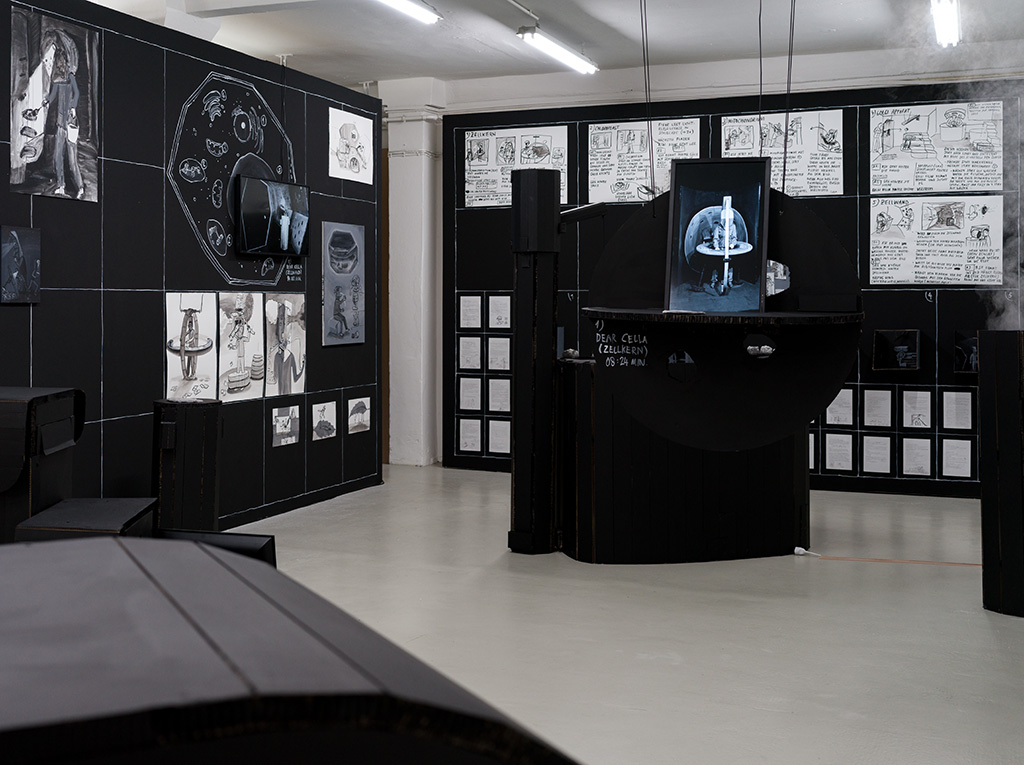
Dear Cella, 2023

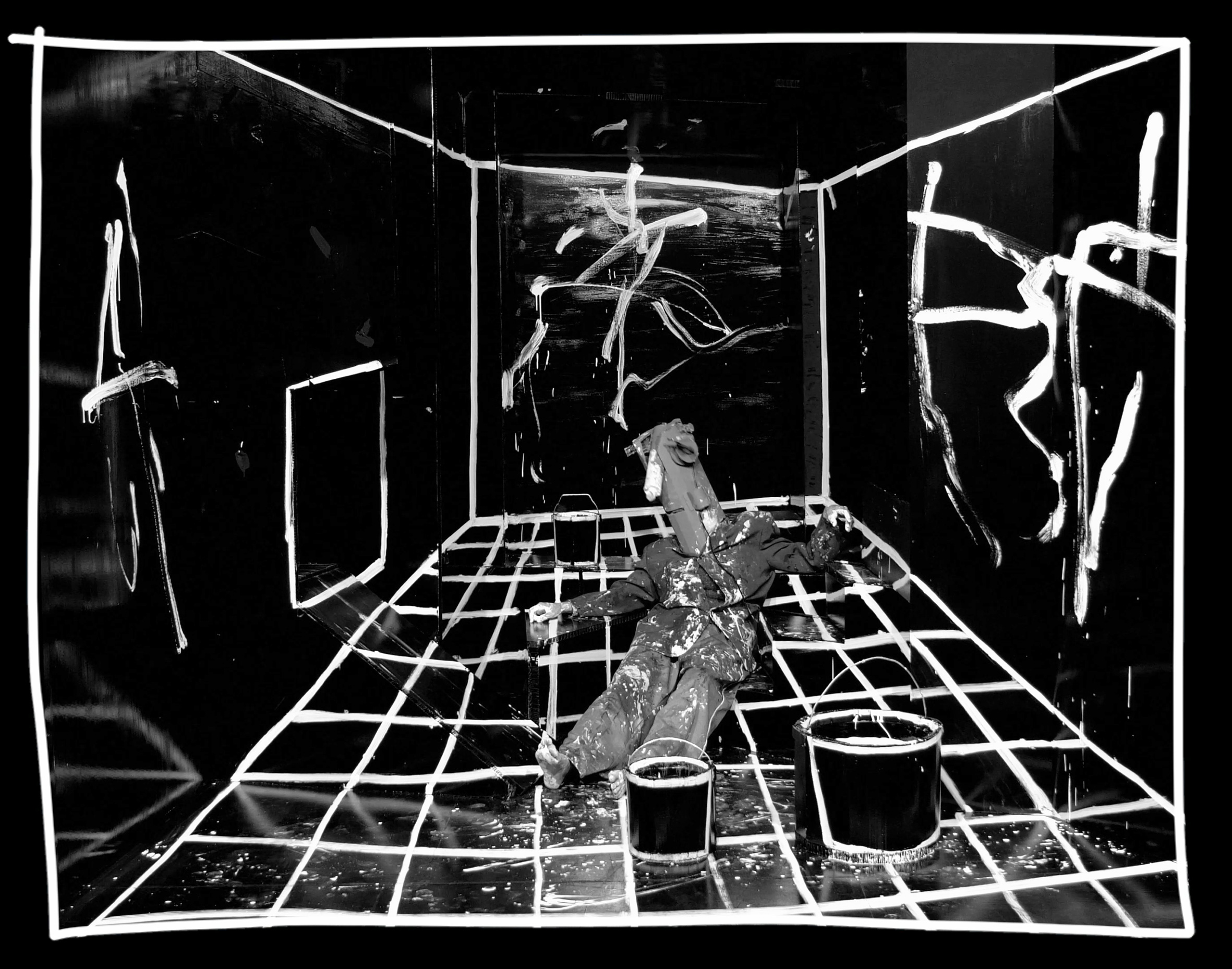
Unter Tagen, 2020

- 2024: Julia Oschatz: Realnische Null: MalerSaal, Deutsches Schauspielhaus, Hamburg
- 2024: Julia Oschatz: Dear Cella, B-Part, Berlin
- 2023: Julia Oschatz: ZWEG, Linienverzweiger, Berlin
- 2021: Julia Oschatz: Tool making animal, Städtische Galerie, Nordhorn
- 2020: Julia Oschatz: Motion of Matter, Art Box, Dresden
- 2018: Julia Oschatz: ongoing activity of problems, curated by Kai Richter, Kunstverein Sundern
- 2016: Julia Oschatz: Mit Toten tauschen / Stufen zur Kunst, Kunstverein Hannover
- 2015: Julia Oschatz: sight by sight, Mikael Andersen Gallery, Kopenhagen
- 2014: Julia Oschatz: grueBel, Kupferstichkabinett, Berlin
- 2012: Julia Oschatz: Aerial Areas, Mikael Andersen Gallery, Kopenhagen
- 2011: Julia Oschatz: Below is flat up there, Palagkas Temporary, London
- 2009: Julia Oschatz: Litany Prospect, Kunstverein Ulm
- 2008: Julia Oschatz: Where Else, Kemper Museum of Contemporary Art, Kansas City (Missouri)[3]
- 2008: Julia Oschatz: Dig Your Own Grave, Centro de Arte de Caja de Burgos (Spanien)
- 2007: Julia Oschatz – NOTATALL, Städtische Galerie Delmenhorst
- 2006: Julia Oschatz – Cut and Run, Kunstmuseum Mülheim an der RuhrAutomatin, 2019

Gruppenausstellungen

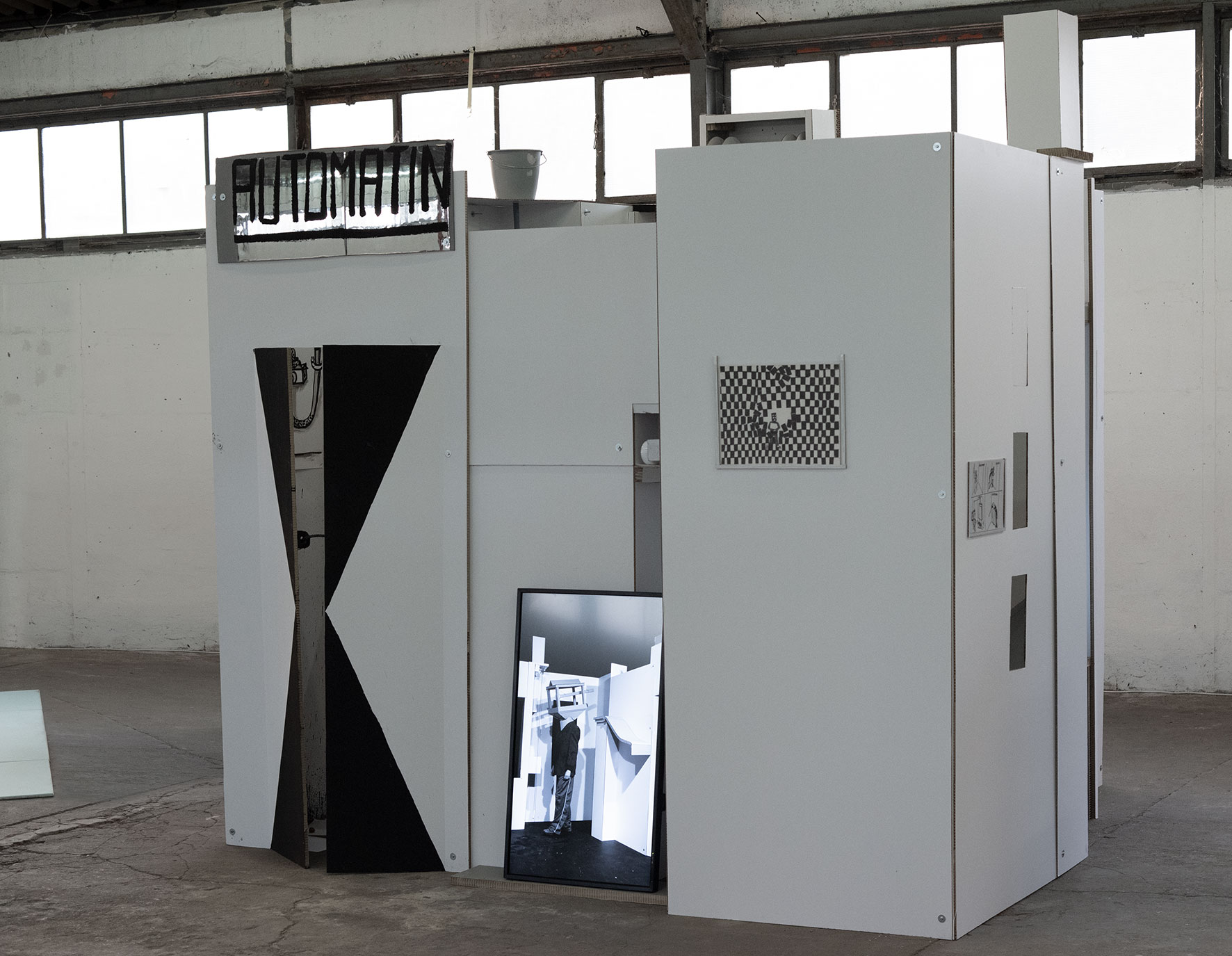
Automatin, 2019

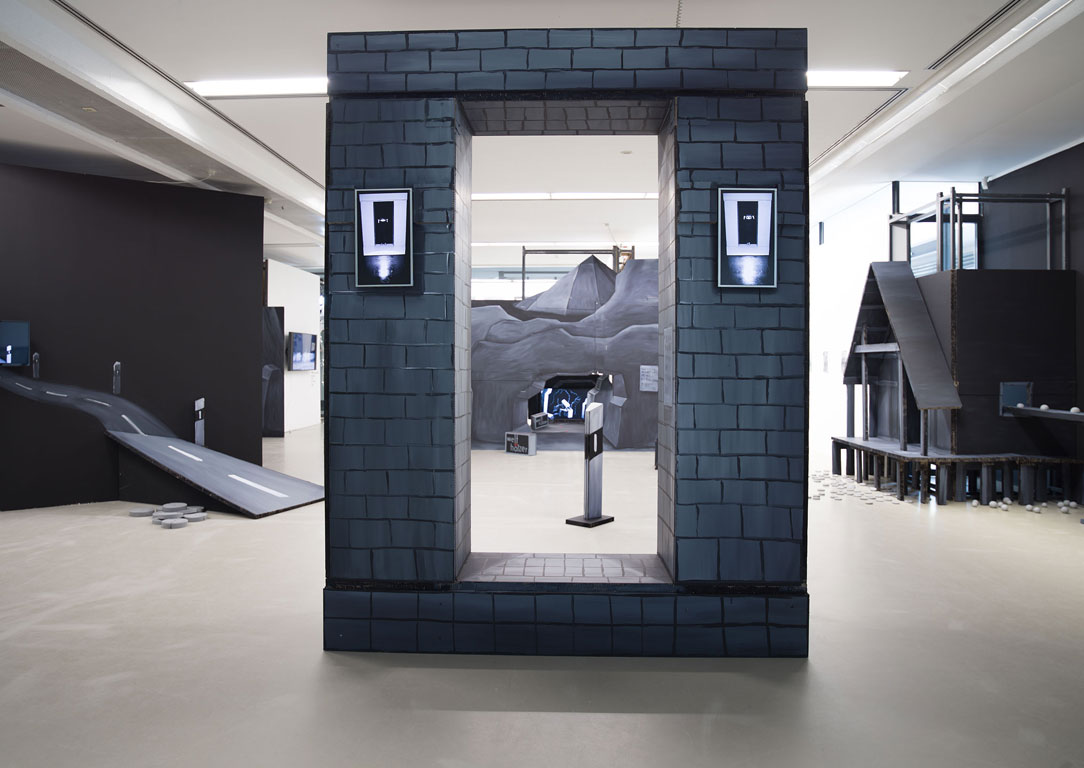
Tool Making Animal, 2021

- 2025: Archistories, Kunsthalle Karlsruhe
- 2024: Erstaunliche Entwicklungen, Kunstverein Wolfsburg
- 2024: Stiller Humor, OQBO, Raum für Bild Wort und Ton, Berlin
- 2024: Dear Cella, 8.Salon, Hamburg
- 2023: Dear Cella, Brunsbütteler Damm 446, Berlin
- 2020: Kaue Kaue, mit Sonja Hornung, after the Butcher, Berlin
- 2019: Decoys and Deadheads, curated by Jon Moscow, Werft 77, Düsseldorf
- 2018: Kanitverstan, curated by Matthias Beckmann, Kommunale Galerie Berlin
- 2016: Paperfile, OQBO, Raum für Bild Wort und Ton, Berlin
- 2015: East-West, Art Institute Guangxi, Nanning, China
- 2014: I can’t control myself, Kunstverein Wolfsburg
- 2013 Freie Sicht, curated by Adam Jankowski, Nassauischer Kunstverein, Wiesbaden
- 2012: Agenda Santiago, curated by Emilio Navarro, Museo del Arte Contemporaneo, Santiago de Chile
- 2012: Kontrollverlust Kunsthaus Erfurt[4]
- 2011: Media Perspective curated by Ursula Panhans-Bühler, Organ Haus, Chongqing, China
- 2010: The Fate of Irony, curated by Ludwig Seyfahrt, KAI 10, Düsseldorf
- 2009: Damaged Romanticism: A Mirror of Modern Emotion, Parrish Art Museum, New York[5]
- 2008: Gehen bleiben. Bewegung, Körper, Ort in der Kunst der Gegenwart, Kunstmuseum Bonn[6]
- 2007: Videonale 11 – Festival für zeitgenössische Videokunst, Kunstmuseum Bonn[7]

## Bühnenbild (Auswahl)

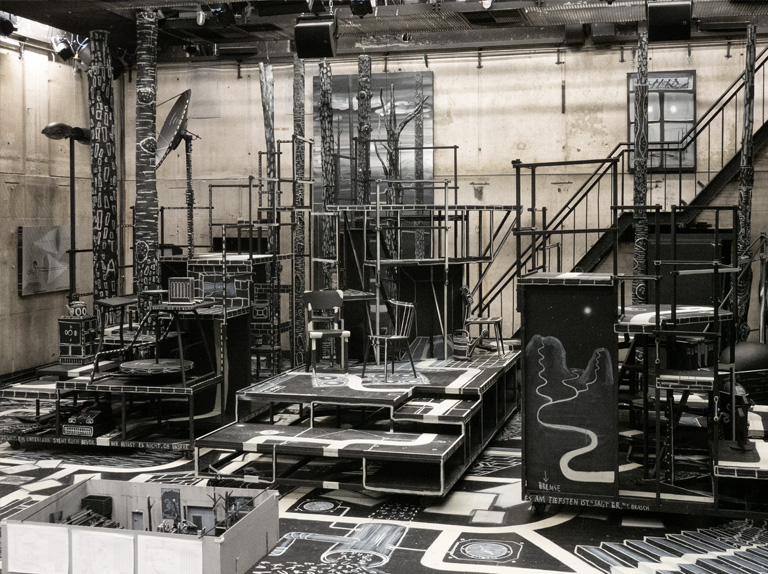
MalerSaal, Schauspielhaus Hamburg, 2024

- MalerSaal, Schauspielhaus Hamburg, 20242024: Realnische 0, MalerSaal, Team: Jeeyoung Shin, Martin Györffy, Ludwig Haugk, Christian Tschirner, SchauSpielHaus, Hamburg
- 2023: Der Untertan, Heinrich Mann, Regie Christian Weise, Maxim Gorki Theater, Berlin
- 2022: Shakespeares Weltmaschine, Nationaltheater Mannheim
- 2022: Queen Lear, William Shakespeare, Regie Christian Weise, Maxim Gorki Theater, Berlin
- 2020: Hamlet, William Shakespeare, Regie Christian Weise, Maxim Gorki Theater, Berlin
- 2018: Macbeth, William Shakespeare, Regie Christian Weise, Nationaltheater Weimar
- 2017: Faust, Johann Wolfgang von Goethe, Regie Christian Weise, Staatstheater Augsburg
- 2016: Othello, William Shakespeare, Regie Christian Weise, Maxim Gorki Theater, Berlin
- 2015: Die heilige Johanna der Schlachthöfe, Regie Christian Weise, Staatstheater Augsburg
- 2014: König Ubu, Alfred Jarry, Regie Christian Weise, Staatstheater Schwerin
- 2013: Dreizehn Drei Dreizehn, nach Etel Adnan, Regie Corinna Harfouch, Hebbel am Ufer, Berlin
- 2010: Der Schmerz, Marguerite Duras, Regie Corinna Harfouch, Staatstheater StuttgartNTM, 2022

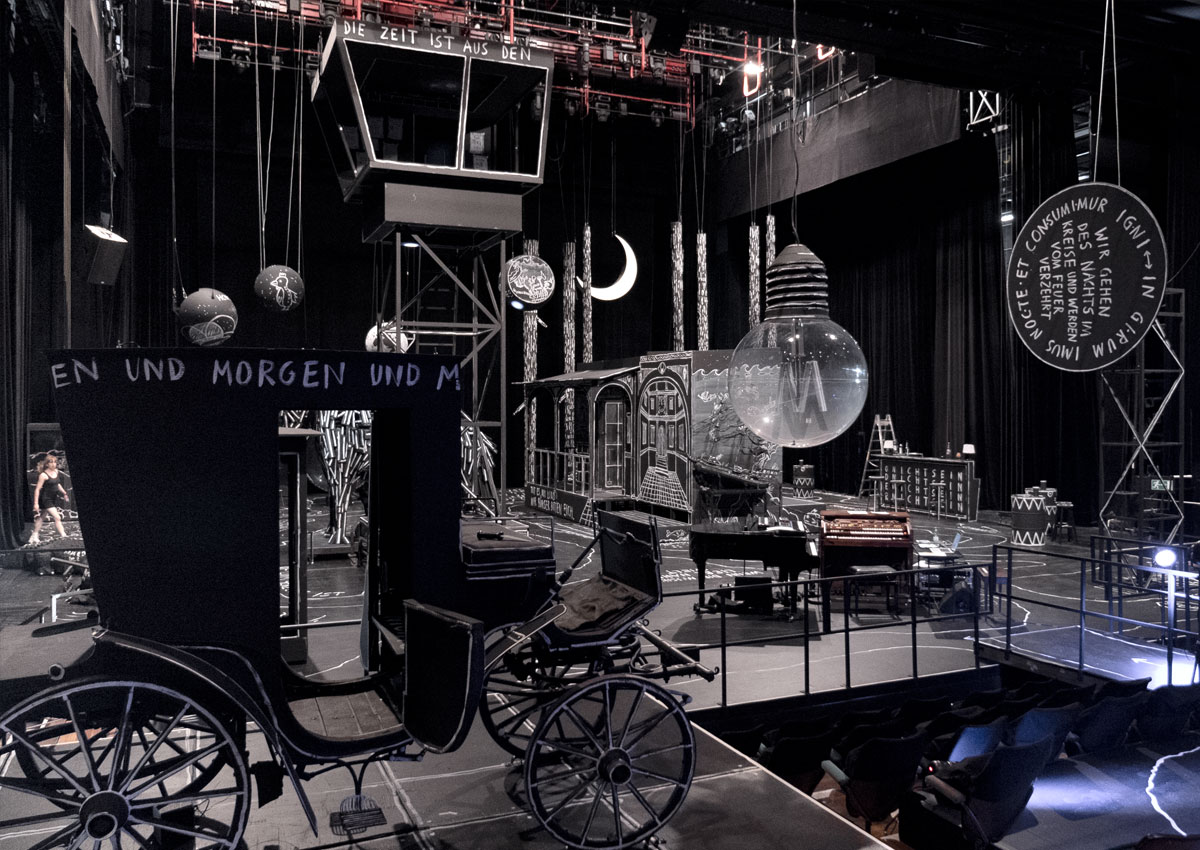
NTM, 2022

## Stipendien und Preise
- 2023: Stipendium für bildende Künstler, Neustart Kultur Plus, Stiftung Kunstfonds, Bonn
- 2022: Gastprofessorinnenprogramm Sachsen 2021/22, HfbK Dresden
- 2021: INITIAL, Sonderstipendium der Akademie der Künste, Berlin
- 2020: Theater Heute, Bühnenbild des Jahres 2020
- 2020: Stipendium für bildende Künstler, Neustart Kultur, Stiftung Kunstfonds, Bonn
- 2015: Artist in Residence, Art Institute Guangxi, Nanning, China
- 2014: Hannah-Höch-Förderpreis, Berliner Senat
- 2013: Artist in Residence, Künstlerhaus Lukas, Skagaströnd, Island
- 2012: International Artist Workshop, Agenda Santiago, CAB/Santiago de Chile
- 2011: Chongqing International Artists Workshop, Goethe-Institut Chongqing, China
- 2010: Hanse-Wissenschaftskolleg, Delmenhorst
- 2009: Arbeitsstipendium Bildende Kunst, Berliner Senat
- 2008: Lingener Kunstpreis
- 2008: Arbeitsstipendium, Stiftung Kunstfonds, Bonn
- 2005: Artist in Residence, Willingshausen
- 2000: Arbeitsstipendium, Hessische Kulturstiftung